# Колодненський замок
Колодненський замок — втрачена оборонна споруда в селі Колодному Збаразької громади Тернопільського району Тернопільської области України.

## Відомості
Перша письмова згадка — 4 травня 1518.
|                                                       | …замок розташовувався на підвищенні, що має форму неправильного чотирикутника, який простягається приблизно до 15 саженів в довжину. З однієї сторони цього підвищення, біля його «підошви», був луг, з іншої сторони — яр, а з третьої — імовірно, були рови, тепер (1893 р.) частково зруйновані. Зараз на цьому підвищенні розведений невеликий фруктовий сад, що належить економу власника |
| — Микола Теодорович з посиланням на Луку Рафальського | |

1589 року знищений під час татарських набігів.
|                                                           | …від древнього замку князів Острозьких в Колодні не залишилося й сліду. На вцілілих від нього валах височіє палац поміщика, збудований Свейковським. До нього веде широка, тіниста і велична каштанова алея. Є хороший сад |
| — Микола Теодорович з посиланням на Тадеуша Єжи Стецького | |

Нині можна прослідкувати сліди оборонних ровів та валів.